# Renault Type BH
Der Renault Type BH war ein frühes Personenkraftwagenmodell von Renault. Er wurde auch 50/60 CV genannt.

## Beschreibung
Die nationale Zulassungsbehörde erteilte am 18. Juni 1909 ihre Zulassung. Vorgänger war der Renault Type AR. Nachfolger wurde der Renault Type CG.
Ein wassergekühlter Sechszylindermotor mit 100 mm Bohrung und 160 mm Hub leistete aus 7540 cm³ Hubraum 50 PS. Die Motorleistung wurde über eine Kardanwelle an die Hinterachse geleitet. Die Höchstgeschwindigkeit war je nach Übersetzung mit 70 bis 98 km/h angegeben.
Bei einem Radstand von 360 cm und einer Spurweite von 140 cm war das Fahrzeug 480 cm bzw. 481 cm lang und 169 cm bzw. 170 cm breit. Das Fahrgestell wog 1200 kg, das Komplettfahrzeug 2300 kg. Zur Wahl standen Torpedo und Limousine. Das Fahrgestell kostete 22.000 Franc.